# 2004-es Monte-Carlo-rali

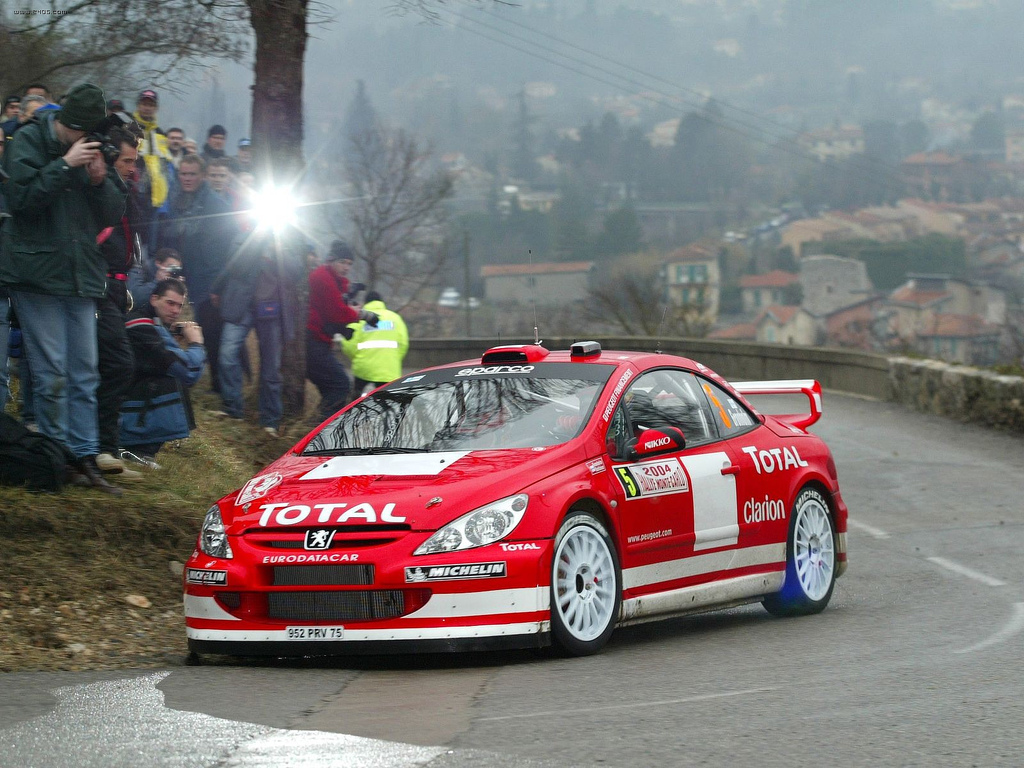
Marcus Grönholm negyedik lett a Peugeot 307 WRC első világbajnoki versenyén

A 2004-es Monte-Carlo-rali (hivatalosan: 72ème Rallye Automobile de Monte-Carlo) volt a 2004-es rali-világbajnokság szezonnyitó futama. Január 22. és 25. között került megrendezésre, 15 gyorsasági szakaszból állt, melyek össztávja 389 kilométert tett ki. A versenyen 43 páros indult, ebből 20 ért célba.
A versenyt 2003 után ismét Sébastien Loeb nyerte. Másodikként Markko Märtin, harmadikként pedig a belga François Duval zárt.
A futam a junior rali-világbajnokság futama is volt egyben. Ezt az értékelést a francia Nicolas Bernardi nyerte, Urmo Aava és Kris Meeke előtt.

## Beszámoló
Első nap
Második nap
Harmadik nap

## Végeredmény
|          | Versenyző            | Navigátor             | Autó                  | Idő       | Különbség | Pont |
| -------- | -------------------- | --------------------- | --------------------- | --------- | --------- | ---- |
| 1.       | Sébastien Loeb       | Daniel Elena          | Citroën Xsara WRC     | 4:12:03.0 |           | 10   |
| 2.       | Markko Märtin        | Michael Park          | Ford Focus WRC        | 4:13:15.6 | +1:12.6   | 8    |
| 3.       | François Duval       | Stéphane Prévot       | Ford Focus WRC        | 4:13:22.6 | +1:19.6   | 6    |
| 4.       | Marcus Grönholm      | Timo Rautiainen       | Peugeot 307 WRC       | 4:13:29.8 | +1:26.8   | 5    |
| 5.       | Freddy Loix          | Sven Smeets           | Peugeot 307 WRC       | 4:20:19.9 | +8:16.9   | 4    |
| 6.       | Gilles Panizzi       | Hervé Panizzi         | Mitsubishi Lancer WRC | 4:22:14.6 | +10:11.6  | 3    |
| 7.       | Petter Solberg       | Phil Mills            | Subaru Impreza WRC    | 4:22:45.2 | +10:42.2  | 2    |
| 8.       | Olivier Burri        | Jean-Philippe Patthey | Subaru Impreza WRC    | 4:29:52.1 | +17:49.1  | 1    |
| JWRC     |                      |                       |                       |           |           |      |
| 1. (10.) | Nicolas Bernardi     | Denis Giraudet        | Renault Clio S1600    | 4:35:41.1 |           | 10   |
| 2. (12.) | Urmo Aava            | Kuldar Sikk           | Suzuki Ignis S1600    | 4:39:49.1 | +4:08.0   | 8    |
| 3. (14.) | Kris Meeke           | Chris Patterson       | Opel Corsa S1600      | 4:43:15.6 | +7:34.5   | 6    |
| 4. (15.) | Alessandro Broccoli  | Giovanni Agnese       | Fiat Punto S1600      | 4:43:23.2 | +7:42.1   | 5    |
| 5. (16.) | Larry Cols           | Filip Goddé           | Renault Clio S1600    | 4:47:04.1 | +11:23.0  | 4    |
| 6. (17.) | Mirco Baldacci       | Giovanni Bernacchini  | Suzuki Ignis S1600    | 4:47:53.9 | +12:12.8  | 3    |
| 7. (18.) | Luca Cecchettini     | Nicola Arena          | Renault Clio S1600    | 4:59:14.6 | +23:33.5  | 2    |
| 8. (19.) | Per-Gunnar Andersson | Jonas Andersson       | Suzuki Ignis S1600    | 5:01:22.5 | +25:41.4  | 1    |